# كريستيان كاروانا
كريستيان كاروانا (بالإنجليزية: Christian Caruana)‏ هو لاعب كرة قدم ومدرب كرة قدم مالطي في مركز الوسط، ولد في 21 أكتوبر 1986. شارك مع منتخب مالطا لكرة القدم. أما مع النوادي، فقد لعب مع نادي بالزان ونادي فلوريانا.

## وصلات خارجية
- كريستيان كاروانا على موقع قاعدة بيانات كرة القدم.إي يو (الإنجليزية)
- كريستيان كاروانا على موقع ناشيونال فوتبول تيمز (الإنجليزية)